# Ludwig Drums
Ludwig Drums je americký výrobce hudebních nástrojů zaměřený na bicí nástroje. Značka získala značnou popularitu v 60. letech 20. století díky podpoře bubeníka skupiny Beatles Ringo Starra a je dceřinou společností firmy Conn-Selmer.
Mezi výrobky společnosti Ludwig patří tympány, bicí soupravy a bicí hardware. Pod značkou Ludwig-Musser vyrábí také klávesové bicí nástroje, jako jsou marimby, vibrafony a xylofony.